# Earl of Cumberland

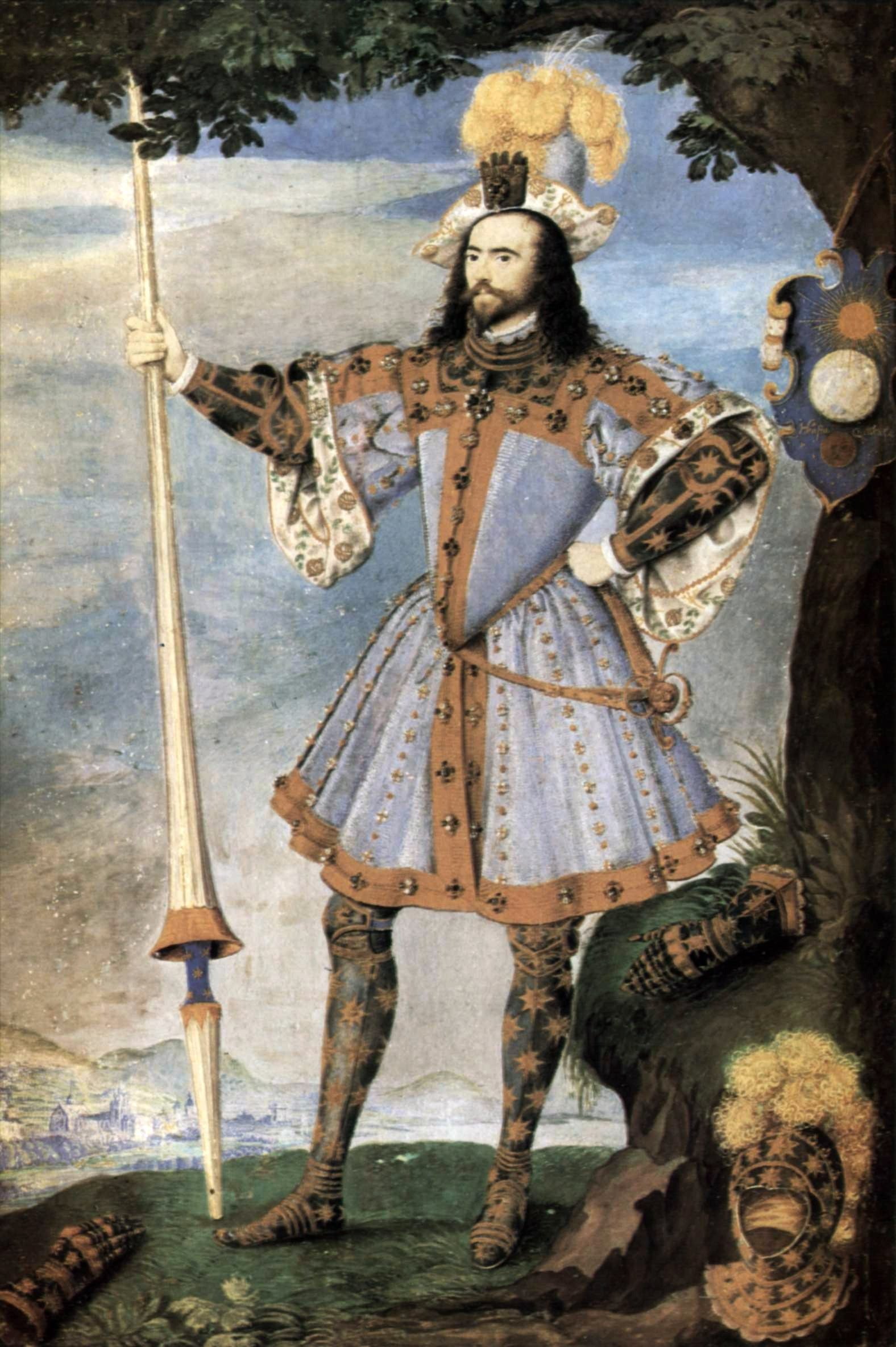
George Clifford, 3. Earl of Cumberland, Porträt von Nicholas Hilliard um 1590.

Earl of Cumberland war ein erblicher britischer Adelstitel in der Peerage of England.

## Verleihung und nachgeordnete Titel
Er wurde am 18. Juni 1525 für Henry Clifford, 11. Baron de Clifford geschaffen. Der Titel war nur an männliche Nachkommen des 1. Earls vererbbar. Er erlosch beim Tod des 5. Earls am 11. Dezember 1643.
Die ersten drei Earls führten den auch in weiblicher Linie vererbbaren Titel Baron de Clifford (geschaffen 1299) als nachgeordneten Titel. Für den fünften Earl wurde 1628 der ebenfalls auch in weiblicher Linie vererbbaren Titel Baron Clifford neu geschaffen, den er als nachgeordneten Titel führte.

## Liste der Earls of Cumberland (1525)
- Henry Clifford, 1. Earl of Cumberland (1493–1542)
- Henry Clifford, 2. Earl of Cumberland (1517–1570)
- George Clifford, 3. Earl of Cumberland (1558–1605)
- Francis Clifford, 4. Earl of Cumberland (1559–1641)
- Henry Clifford, 5. Earl of Cumberland (1591–1643)